# Rock and Roll Hall of Fame

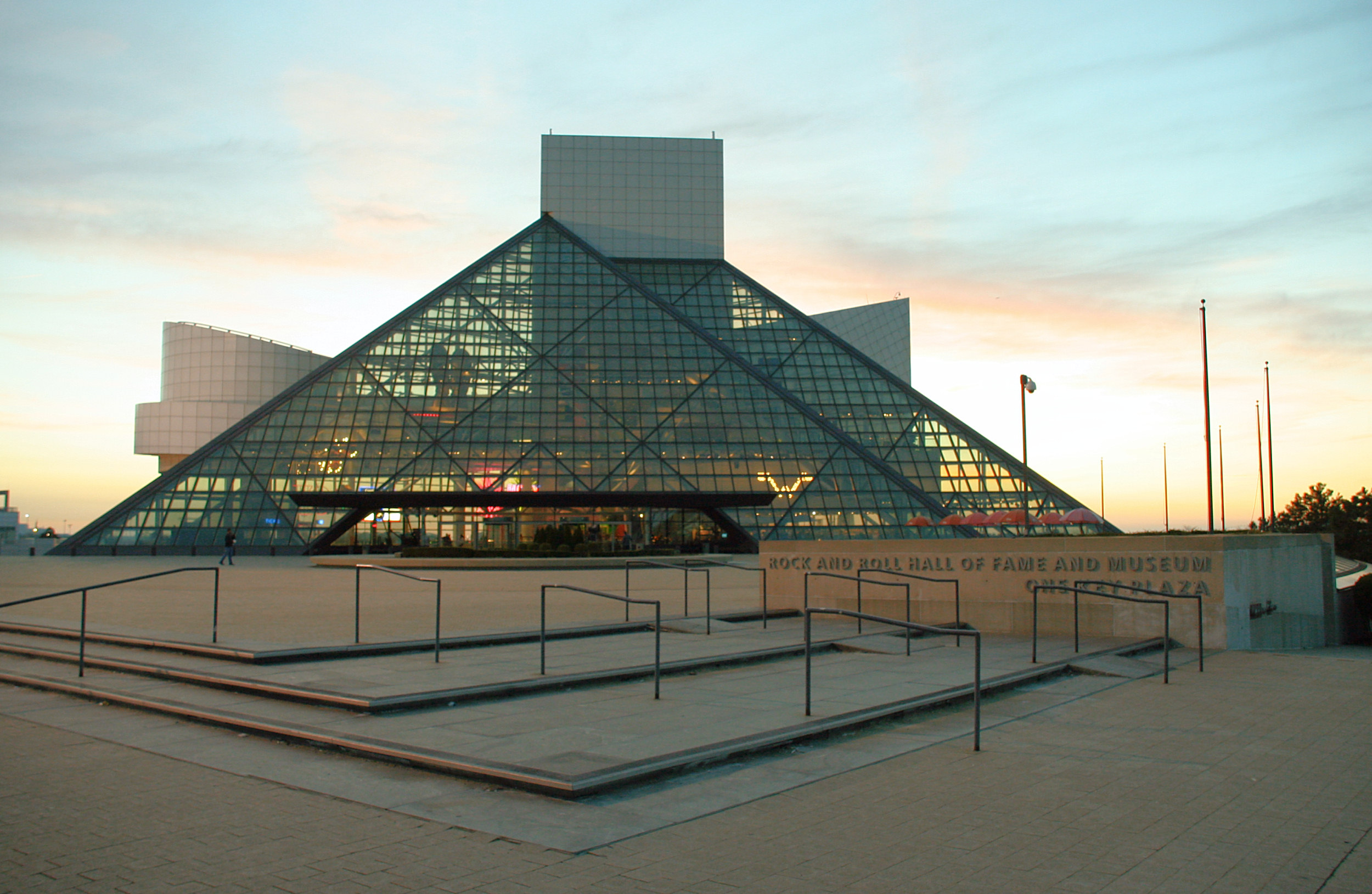
Die Rock and Roll Hall of Fame

Die Rock and Roll Hall of Fame ist eine Ruhmeshalle und ein Museum in Cleveland (Ohio) für die wichtigsten und einflussreichsten Musiker, Produzenten und Persönlichkeiten im Umfeld des Rock ’n’ Roll. Seit 1986 wird jedes Jahr eine begrenzte Anzahl neuer Mitglieder in die Rock and Roll Hall of Fame aufgenommen, wobei die Aufnahme frühestens 25 Jahre nach Erscheinen der ersten Schallplatte oder CD des Künstlers erfolgen kann. Die Auswahl der Persönlichkeiten erfolgt durch ein Komitee von Musikhistorikern. Das Museum wurde im September 1995 eröffnet.

## Museum

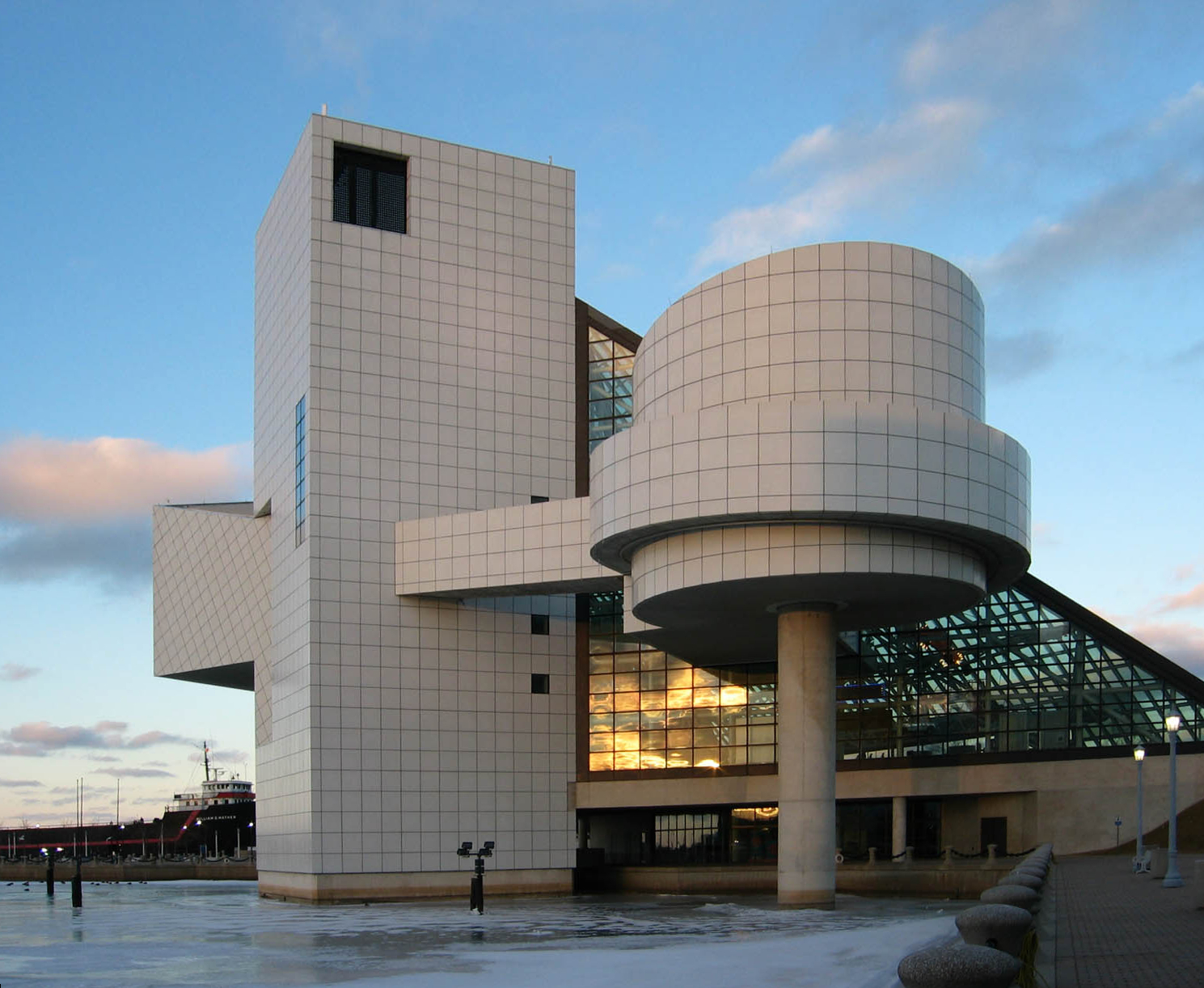
Die Rock and Roll Hall of Fame mit dem Eriesee im Vordergrund

Nachdem Mitte der 1980er-Jahre auf Anregung Ahmet Ertegüns, des Gründers von Atlantic Records, Leute aus der Musikindustrie begonnen hatten, sich über eine Rock and Roll Hall of Fame Gedanken zu machen, und ein Nominierungskomitee gegründet hatten, traten Vertreter der Stadt Cleveland an sie heran, um ihre Stadt als Standort für ein entsprechendes Museum anzupreisen – unter anderem mit dem Argument, der Begriff „Rock ’n’ Roll“ sei 1951 von dem aus Cleveland stammenden Discjockey Alan Freed und der von ihm moderierten nächtlichen Radiosendung The Moondog Rock & Roll House Party geprägt worden.
Zwar machten auch andere US-amerikanische Städte entsprechende Angebote, aber nach einer Unterschriftenkampagne sowie einer von Cleveland gewonnenen Umfrage der Zeitung USA Today fiel im März 1986 die Grundsatzentscheidung der Stiftung für Cleveland als Standort. Dieses Museum öffnete – nach einer feierlichen Eröffnungszeremonie am Vortag – am 2. September 1995 erstmals seine Pforten für Besucher. Das Gebäude für das Museum hat der Architekt Ieoh Ming Pei entworfen. „Die Konzeption dieses Gebäudes soll die Energie des Rock ’n’ Roll widerspiegeln“, so beschrieb der Schöpfer die Idee beim Beginn der Arbeiten. Das Gebäude stellt nun das Herzstück des North Coast Harbor von Cleveland dar, umfasst an die 14.000 m² und kostete 84 Millionen US-Dollar. Die Architektur des Gebäudes wurde zweifach ausgezeichnet (1997 American Institute of Architects / American Institute of Steel Construction: Award for Innovative Design and Excellence in Architecture Using Structural Steel; 1998 New York Association of Consulting Engineers: Engineering Excellence Award).

## Mitglieder

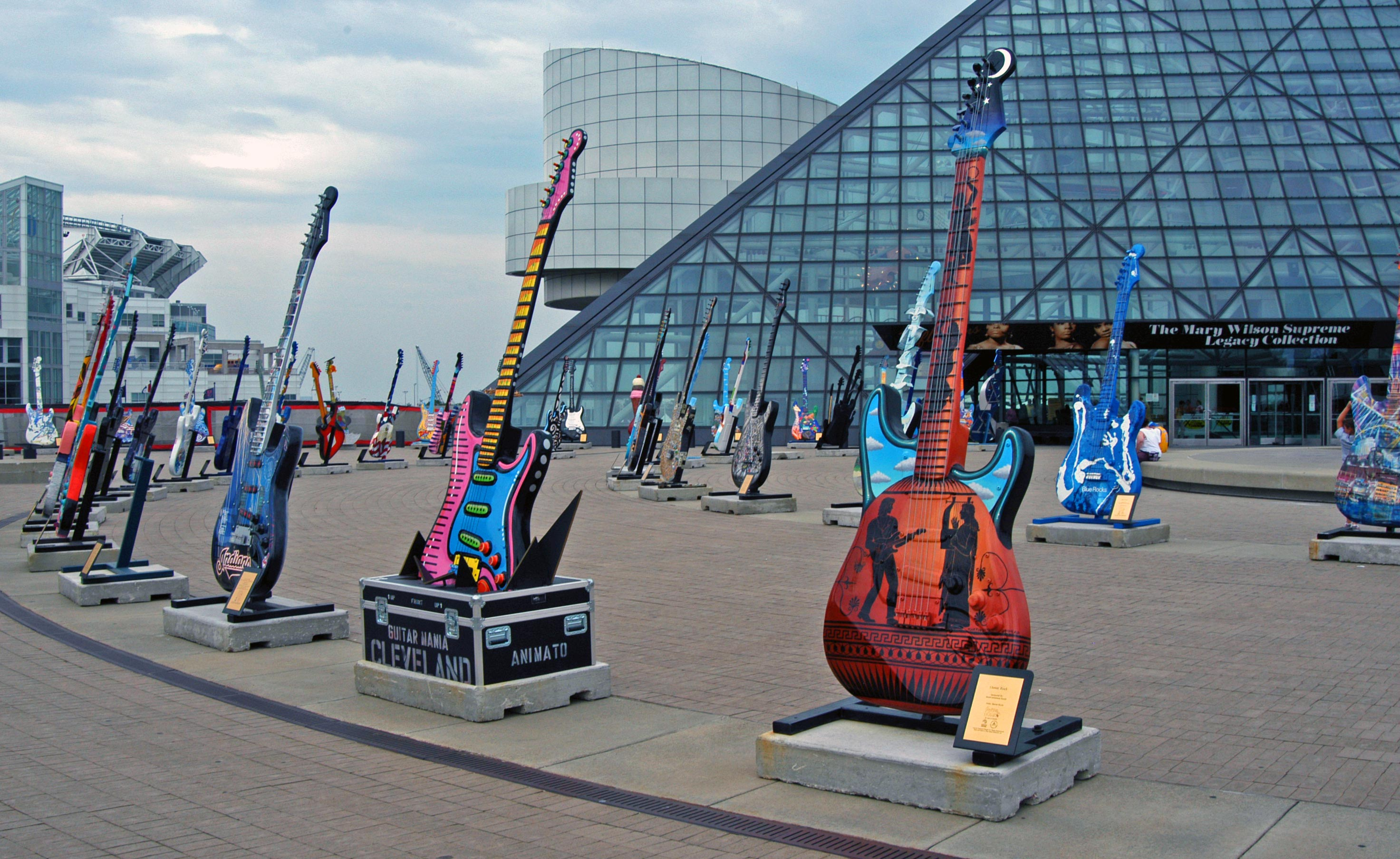
Gitarrenskulpturen vor der Halle

Bei den Mitgliedern der Hall of Fame werden verschiedene Kategorien unterschieden:
„Interpreten“ (englisch Performers) sind die Musiker an sich, sowohl Einzelmusiker als auch Bands. Dies ist die einzige Kategorie, die jährlich neue Mitglieder verzeichnen kann, seit in der ersten feierlichen Zeremonie am 23. Januar 1986 im New Yorker Waldorf Astoria Elvis Presley, Buddy Holly, Chuck Berry, Fats Domino, James Brown, Jerry Lee Lewis, Ray Charles, Sam Cooke, die Everly Brothers sowie Little Richard aufgenommen wurden.
„Non-Performer“ meint Personen, deren Verdienste nicht auf, sondern hinter oder neben der Bühne liegen, insbesondere Songschreiber, Produzenten, Disc-Jockeys, Vertreter von Plattenfirmen und Journalisten. Unter der Kategorie „Früher Einfluss“ werden Personen aus der Vor-Rock-Ära geehrt, deren Werk Einfluss auf diese hatte.
Schließlich wurde im Jahr 2000 die Kategorie „Studiomusiker“ neu eingeführt.
Neben Personen werden von der Rock and Roll Hall of Fame auch Lieder ausgezeichnet und in die Liste der Songs That Shaped Rock and Roll, also Lieder, die den Rock and Roll geprägt haben, aufgenommen. Am 29. und 30. Oktober 2009 fand im Madison Square Garden zum 25-jährigen Jubiläum das 25th Anniversary Rock and Roll Hall of Fame Concert mit Auftritten zahlreicher Mitglieder der Hall of Fame statt.

## Kritik
Die Sex Pistols waren 2006 zwar zur Aufnahme vorgesehen, lehnten sie aber mit der Begründung ab, neben ihnen sehe „der Rock and Roll samt dieser beknackten Hall of Fame eben nur aus wie ein Pissfleck“. 2008 wurde bemängelt, dass die aufgenommene Madonna eher eine Popgröße sei, ihre Musik aber nichts mit Rock zu tun habe. Paul Stanley von Kiss kritisierte 2010, wenn Persönlichkeiten, die nichts mit Rock ’n’ Roll zu tun hätten, im Museum seien, dann müsse man sich fragen, ob das wirklich eine „Rock and Roll Hall of Fame“ sei. Steve Souza, Sänger der Thrash-Metal-Band Exodus, kritisierte, dass „Ikonen wie Deep Purple, Iron Maiden oder Judas Priest“ von den Entscheidungsträgern nicht beachtet werden, obwohl sie schon seit weit mehr als 25 Jahren zu den größten Musikern in der Branche zählten. Nach Ansicht Ian Gillans, Sänger von Deep Purple, hätten die Personen, die über die Aufnahme entscheiden, wenig Ahnung von Musik, zudem habe eine Institution wie die Rock and Roll Hall of Fame nichts mit Rock ’n’ Roll zu tun. Bob Dylan wunderte sich 2015, dass Billy Lee Riley nicht in der Hall of Fame vertreten sei.

## 500 Songs That Shaped Rock and Roll
Der Kurator des Museums, James Henke, erstellte mit „dem Personal des Museumskuratoriums und zahlreichen Rockkritikern und Musikexperten“ eine ungeordnete Liste von 500 Liedern, die den Rock and Roll geprägt haben, genannt 500 Songs That Shaped Rock and Roll. Die Liste ist ein Teil der ständigen Ausstellung des Museums.
Künstler mit vier oder mehr Liedern
- 8 – The Beatles
- 8 – The Rolling Stones
- 7 – Elvis Presley
- 5 – The Beach Boys
- 5 – Chuck Berry
- 5 – Bob Dylan
- 5 – Led Zeppelin
- 5 – Bruce Springsteen
- 4 – Stevie Wonder
- 4 – David Bowie
- 4 – James Brown
- 4 – Ray Charles
- 4 – The Drifters
- 4 – Aretha Franklin
- 4 – Jimi Hendrix
- 4 – Robert Johnson
- 4 – The Kinks
- 4 – Bob Marley
- 4 – The Miracles
- 4 – Prince
- 4 – Muddy Waters
- 4 – The Who
- 4 – U2